# Acanceh (Ort)
Acanceh ist ein Ort im mexikanischen Bundesstaat Yucatán. Acanceh hat knapp 11.000 Einwohner und ist der Verwaltungssitz des gleichnamigen Municipio Acanceh.

## Lage und Klima
Acanceh liegt etwa 28 km (Fahrtstrecke) südöstlich von Mérida, der Hauptstadt Yucatáns. Das Klima ist subtropisch warm; Regen (ca. 1000 mm/Jahr) fällt hauptsächlich im Sommerhalbjahr.

## Bevölkerung
| Jahr      | 2000  | 2010   | 2020   |
| Einwohner | 9.311 | 10.967 | 11.917 |

Die weitaus meisten Einwohner sind indigener Abstammung oder Mestizen.

## Geschichte
Die Geschichte Acancehs lässt sich bis in die frühe klassische Zeit der Maya-Kultur zurückverfolgen.

## Sehenswürdigkeiten
- Im Zentrum der heutigen Stadt befindet sich die Maya-Stätte Acanceh mit zwei Tempelpyramiden und dem Palast der Stuckfriese.
- In unmittelbarer Nähe zu den Pyramiden liegt die Kirche Nuestra Señora de la Natividad aus dem 16. Jahrhundert.

## Persönlichkeiten
- Luis Alfonso Tut Tún (* 1978), römisch-katholischer Geistlicher, Weihbischof in Antequera